# 10 martie
ianuarie • februarie • martie  • aprilie  • mai  • iunie  • iulie  • august  • septembrie  • octombrie  • noiembrie  • decembrie
10 martie este a 69-a zi a calendarului gregorian și ziua a 70-a în anii bisecți. Mai sunt 296 de zile până la sfârșitul anului.

## Evenimente

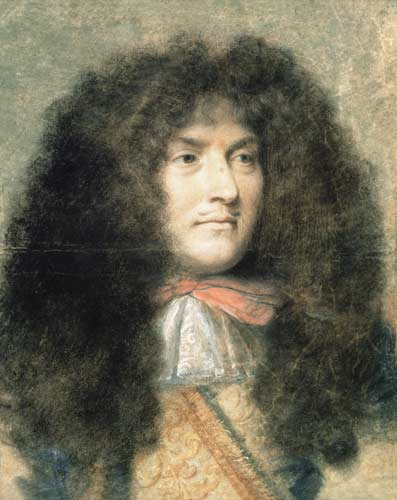
1661: La o zi după moartea ministrului său, cardinalul Jules Mazarin, regele Franței Ludovic al XIV-lea în vârstă de 23 de ani a luat în propriile mâini toate problemele guvernării.

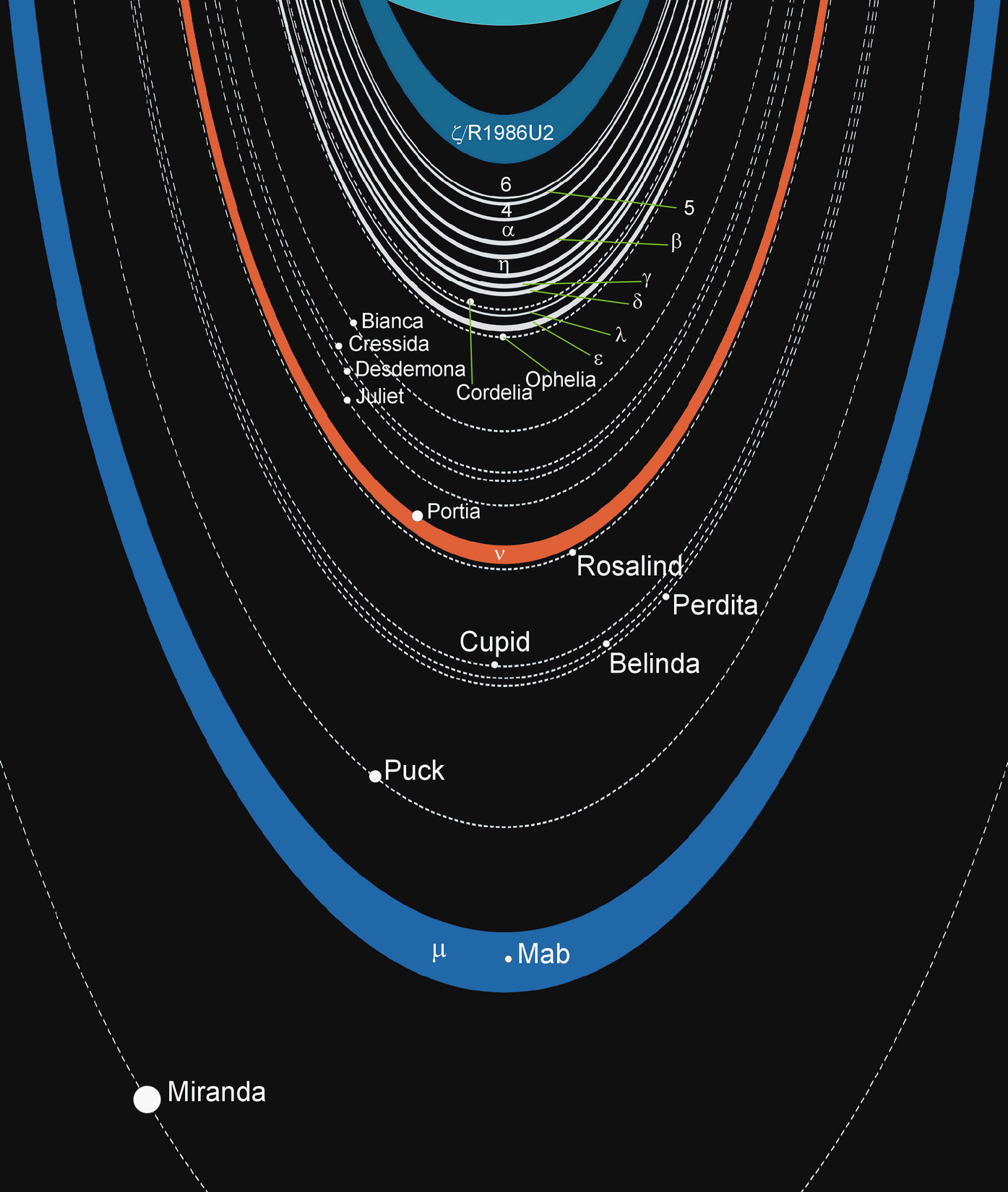
1977: Este descoperit sistemul de inele din jurul planetei Uranus.

- 241 î.Hr.: Primul Război Punic: Victoria decisivă a romanilor asupra Cartaginei în bătălia de la Insulele Aegates pune capăt primului război punic.
- 1291: Românii din Transilvania sunt menționați, pentru prima dată, ca participanți la Dieta specială convocată de regele Ungariei, Andrei al III-lea, la Alba Iulia.
- 1629: Carol I al Angliei dizolvă Parlamentul; începutul celor „11 ani de tiranie” în care n-a existat parlament.
- 1661: La o zi după moartea ministrului său, cardinalul Jules Mazarin, regele Franței Ludovic al XIV-lea în vârstă de 23 de ani a luat în propriile mâini toate problemele guvernării.
- 1831: Se înființează Legiunea străină după un decret al regelui Ludovic Filip al Franței.
- 1835: Teodor Diamant, socialist utopic, pune bazele primului falanster de tip fourierist din România, la Scăieni, Județul Prahova, intitulat Societatea agronomică și manufacturieră sau Colonia soților agronomi. Societatea a fost desființată de autorități un an mai târziu.
- 1855: Se inaugurează linia telegrafică București-Giurgiu.
- 1857: Apare, la Paris, apoi la București, săptămânalul Buciumul, sub direcția lui Cezar Bolliac.
- 1871: Față de continuarea manifestărilor antigermane, Carol I convoacă guvernul și ia hotărârea de a părăsi țara chiar a doua zi. Renunță la ideea abdicării cu condiția constituirii unui guvern care să obțină votarea bugetului și să rezolve problema concesionării căilor ferate. Guvernul liberal condus de Ion Ghica demisionează. Lascăr Catargiu își ia răspunderea noului guvern.
- 1876: Alexander Graham Bell a făcut cu succes primul apel telefonic, spunând "Domnule Watson, vino aici; am nevoie de tine".
- 1906: A avut loc catastrofa minieră de la Courrieres, Lens (Franța), soldată cu moartea a 2.000 de mineri.
- 1920: Sfântul Sinod al Bisericii Ortodoxe Române hotărăște ca în Ziua Înălțării Domnului să se oficieze slujba parastasului și pomenirea eroilor în toată țara. Pomenirea eroilor va fi interzisă din 1948.
- 1927: A fost înființată Societatea de Chimie. Până la această dată, a funcționat ca secție a Societății Române de Știință.
- 1931: Un incendiu de proporții a distrus Teatrul Principal din capitala Ciudad de Mexico.
- 1945: Bombardiere americane aruncă aproape 2.000 de tone de bombe incendiare asupra orașului japonez Tokyo, distrugând mari părți din capitala Japoniei și ucigând 100.000 de civili.
- 1966: Căsătoria prințesei Beatrix (viitoare regină) a Olandei cu diplomatul german Claus von Amsberg.
- 1974: Echipa de handbal masculin a României a câștigat campionatul mondial după ce a învins în finală echipa RDG-ului cu scorul de 14 - 12 și a devenit pentru a patra oară campioană mondială.
- 1977: La Observatorul Kuiper al NASA, James L. Elliot și echipa sa descoperă sistemul de inele din jurul planetei Uranus.[1]
- 2006: Mars Reconnaissance Orbiter ajunge pe Marte.[2]

## Nașteri
- 1415: Vasili al II-lea, Mare Cneaz al Moscovei (d. 1462)
- 1452: Ferdinand al II-lea de Aragon, rege al Castiliei (d. 1516)
- 1503: Ferdinand I, Împărat al Sfântului Imperiu Roman (d. 1564)
- 1604: Johann Rudolf Glauber, chimist și farmacist german (d. 1670)
- 1628: Marcello Malpighi, fizician italian (d. 1694)
- 1768: Domingos Sequeira, pictor portughez (d. 1837)
- 1776: Louise de Mecklenburg-Strelitz, regină consort a Prusiei (d. 1810)

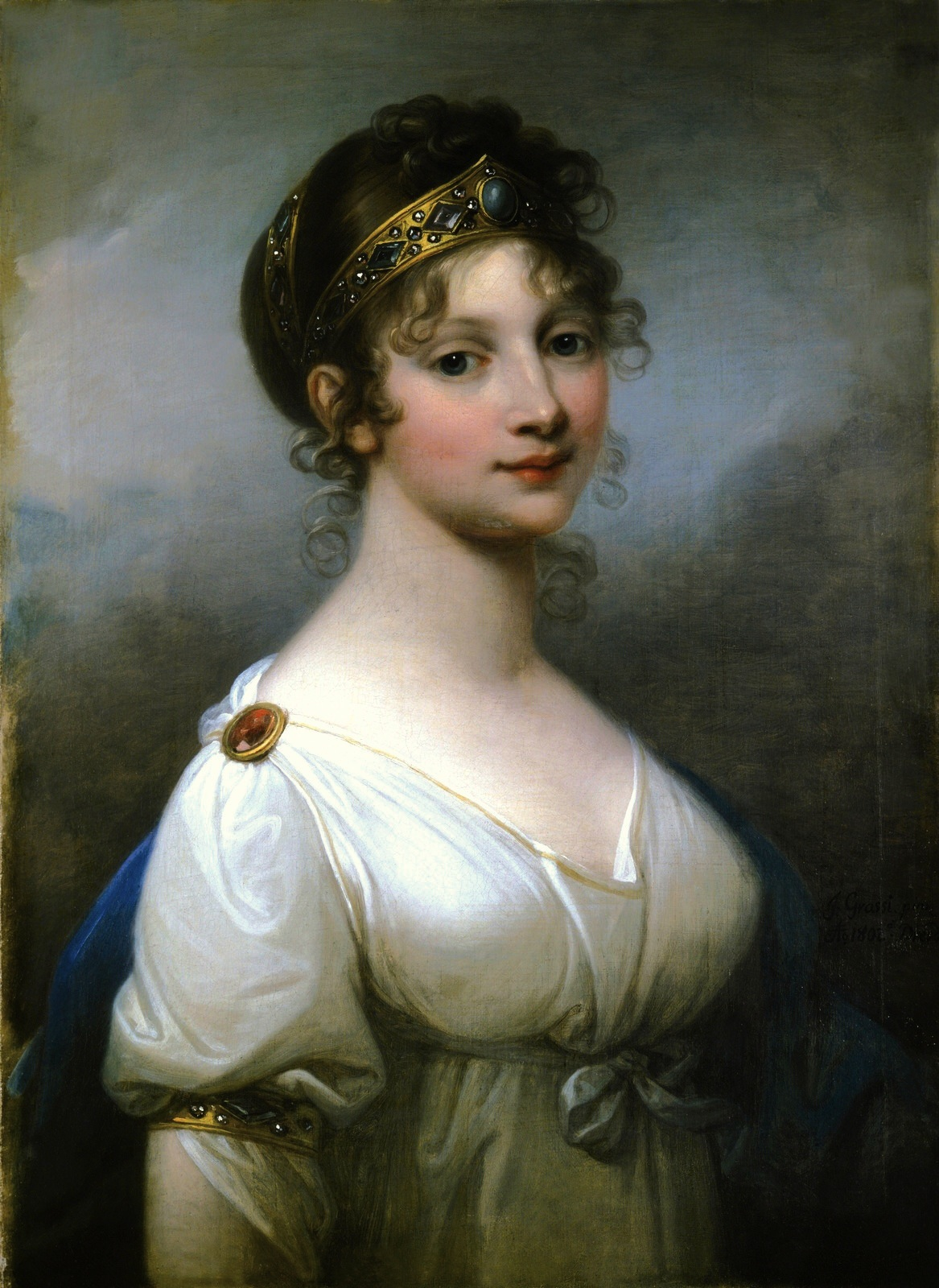
Louise de Mecklenburg-Strelitz, regină consort a Prusiei
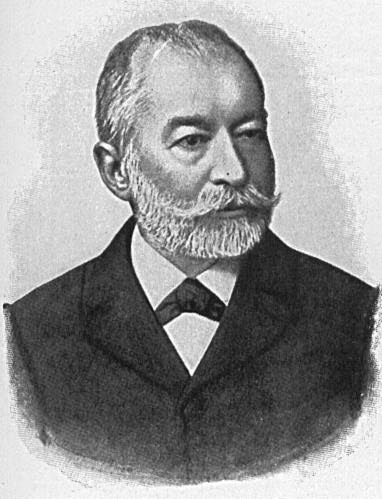
Dimitrie A. Sturdza-Miclăușanu, istoric și om politic liberal, de 4 ori prim-ministru al României
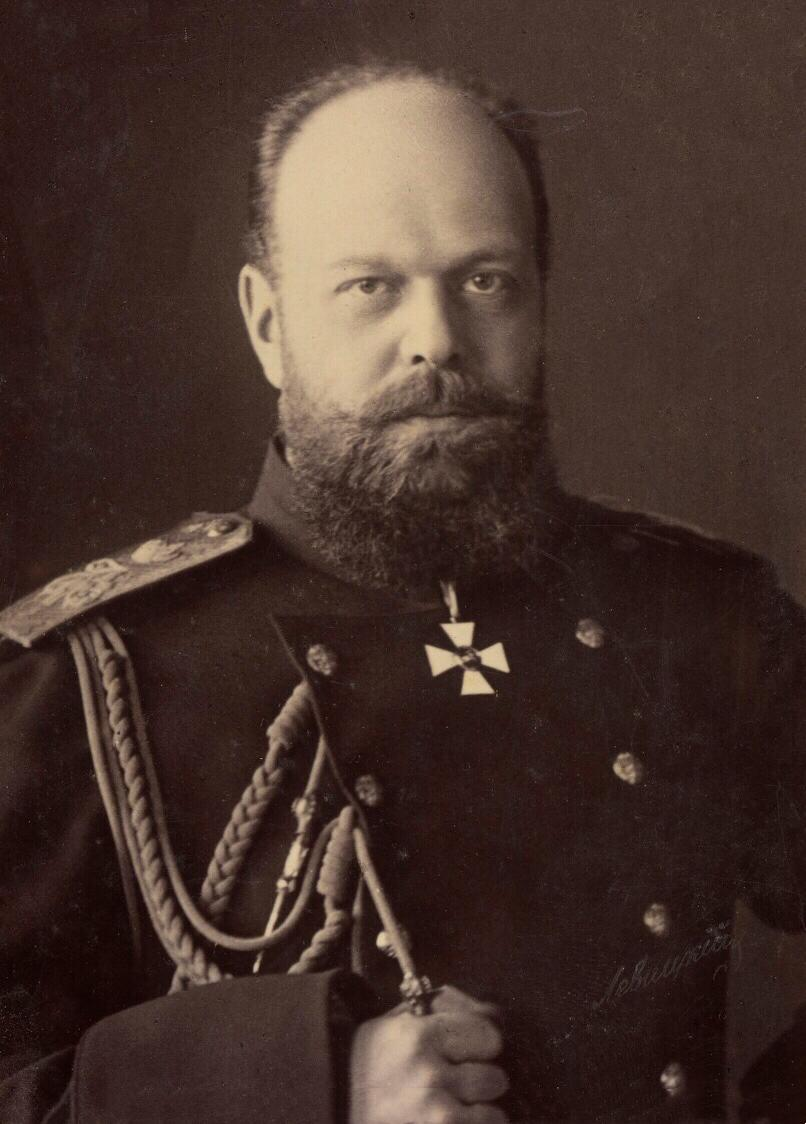
Țarul Alexandru al III-lea al Rusiei

- 1788: Joseph von Eichendorff, scriitor german (d. 1857)
- 1794: Infantele Francisco de Paula al Spaniei (d. 1865)
- 1833: Dimitrie A. Sturdza-Miclăușanu, istoric și om politic liberal (d. 1914)
- 1833: Pedro Antonio de Alarcón, scriitor spaniol (d. 1891)
- 1845: Țarul Alexandru al III-lea al Rusiei (d. 1894)
- 1856: Petre Dulfu, autor de basme în versuri  (d. 1953)
- 1879: Dimitrie Caracostea, critic și istoric literar, folclorist (d. 1964)
- 1918: Carl Ludwig de Habsburg-Lorena, fiu al împăratului Carol I al Austriei (d. 2007)
- 1920: Traian Lalescu, poet simbolist (d. 1976)
- 1921: Arta Florescu, soprană română (d. 1998)
- 1923: Val Logsdon Fitch, fizician american (d. 2015)
- 1929: Lucreția Dumitrașcu Filioreanu, sculptoriță română
- 1930: Octavian Șchiau, filolog român, profesor la Leipzig, Tübingen și Cluj, întemeietorul studiilor filologice la Universitatea din Alba Iulia (d. 2013)
- 1938: Constantin Popa, actor, poet și dramaturg român
- 1940: Slavco Almăjan, poet, romancier, eseist și publicist din Voivodina
- 1940: Chuck Norris, actor american

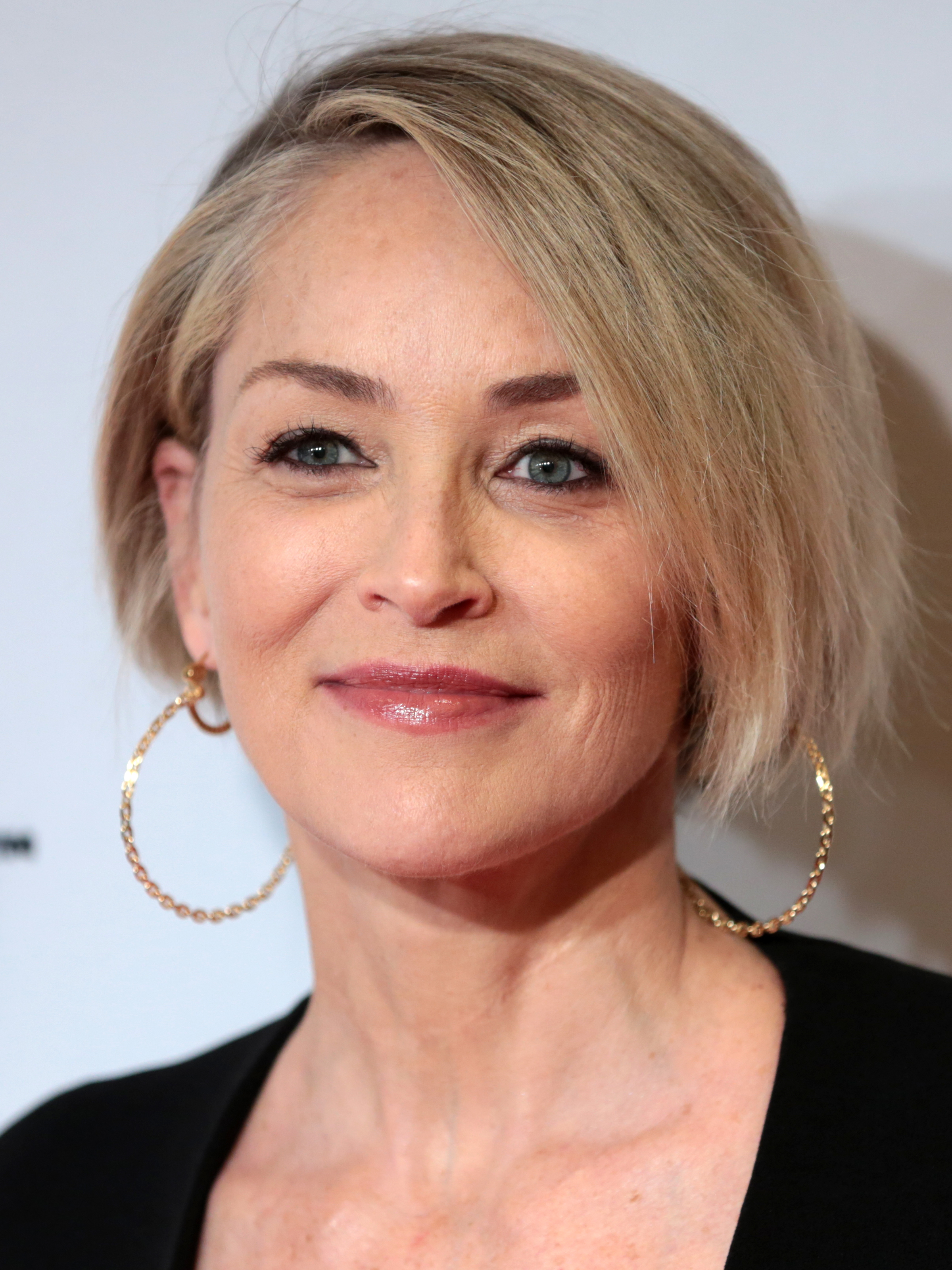
Sharon Stone, actriță americană
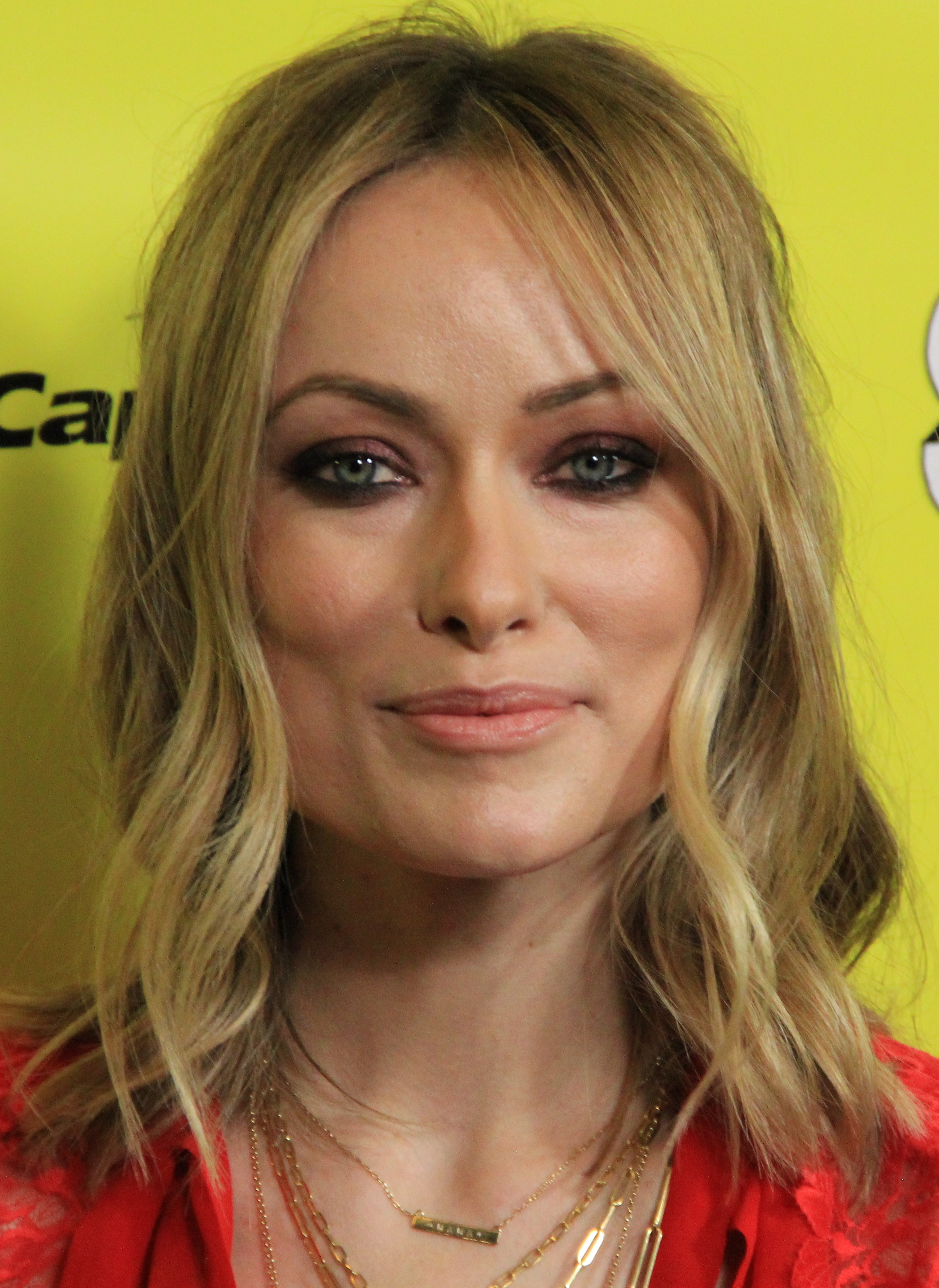
Olivia Wilde, actriță americană
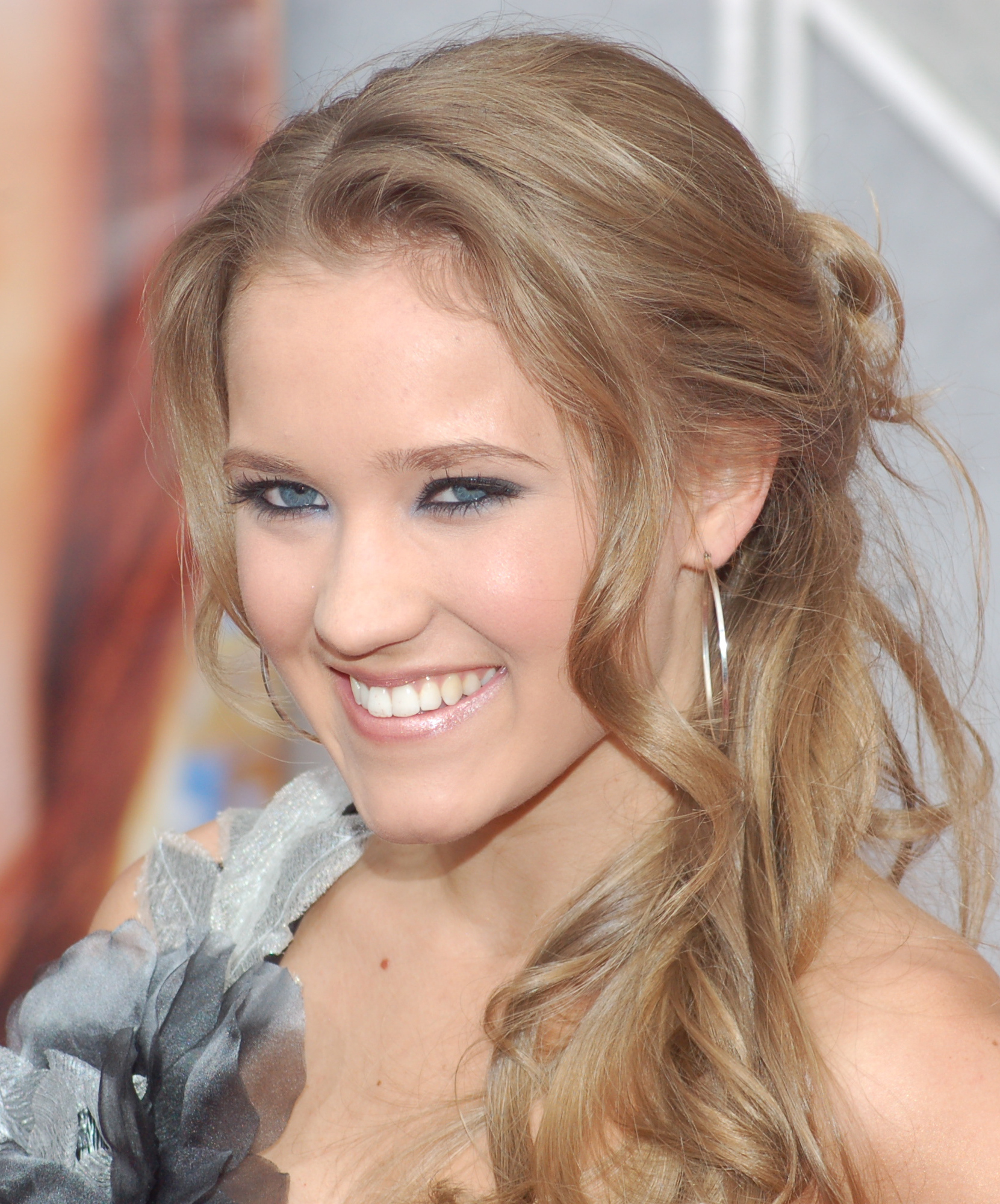
Emily Osment, actrița americană

- 1941: Teodor Meleșcanu, om politic român
- 1942: Anca Sârbu, filologă română
- 1949: Edvard Hoem, scriitor norvegian
- 1953: Turki al-Hamad, jurnalist saudit
- 1953: Maria Ciobanu (deputat), politiciană din R. Modova
- 1953: Nicu Gingă, sportiv (lupte greco-romane) român
- 1953: Slavomir Gvozdenovici, politician român
- 1954: Mihnea Colțoiu, matematician român
- 1955: Mihaela Miroiu, filosof și militant feminist român
- 1957: Osama bin Laden, șeful grupării teroriste Al Quaida (d. 2011)
- 1958: Sharon Stone, actriță americană
- 1961: Laurel Clark, medic militar american, astronaut NASA (d. 2003)
- 1964: Edward, Conte de Wessex, al treilea fiu al reginei Elisabeta a II-a
- 1968: Cesonia Postelnicu, actriță română
- 1968: Pavel Srníček, fotbalist și antrenor ceh (d. 2015)
- 1973: Eva Herzigová, fotomodel ceh
- 1983: Carrie Underwood, cântăreață americană de muzică country
- 1984: Olivia Wilde, actriță americană
- 1992: Emily Osment, actrița americană
- 1997: Belinda Bencic, jucătoare elvețiană de tenis
- 2002: Evhen Malîșev, soldat și biatlonist ucrainean (d. 2022)

## Decese
- 1746: Friedrich Wilhelm, Duce de Saxa-Meiningen  (n. 1679)
- 1772: Frederic al III-lea, Duce de Saxa-Gotha-Altenburg (n. 1699)
- 1792: John Stuart, Conte de Bute, prim-ministru al Regatului Unit (n. 1713)
- 1826: Ioan al VI-lea al Portugaliei (n. 1767)
- 1851: Leopold, Prinț de Salerno (n. 1767)
- 1855: Infantele Carlos, Conte de Molina (n. 1788)
- 1861: Taras Șevcenko, poet ucrainean (n. 1814)
- 1864: Maximilian al II-lea al Bavariei (n. 1811)
- 1872: Giuseppe Mazzini, om politic italian (n. 1805)
- 1873: Pauline de Württemberg, regină consort de Württemberg  (n. 1800)
- 1879: Prințul Paul de Thurn și Taxis (n. 1843)

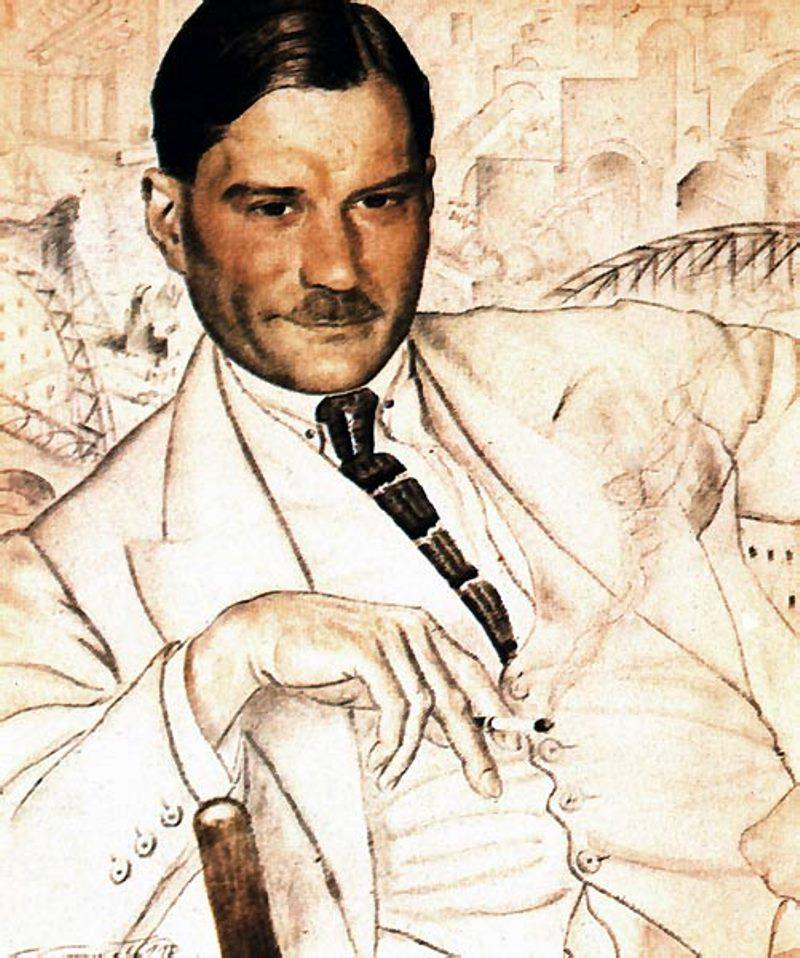
Evgheni Zamiatin, scriitor rus
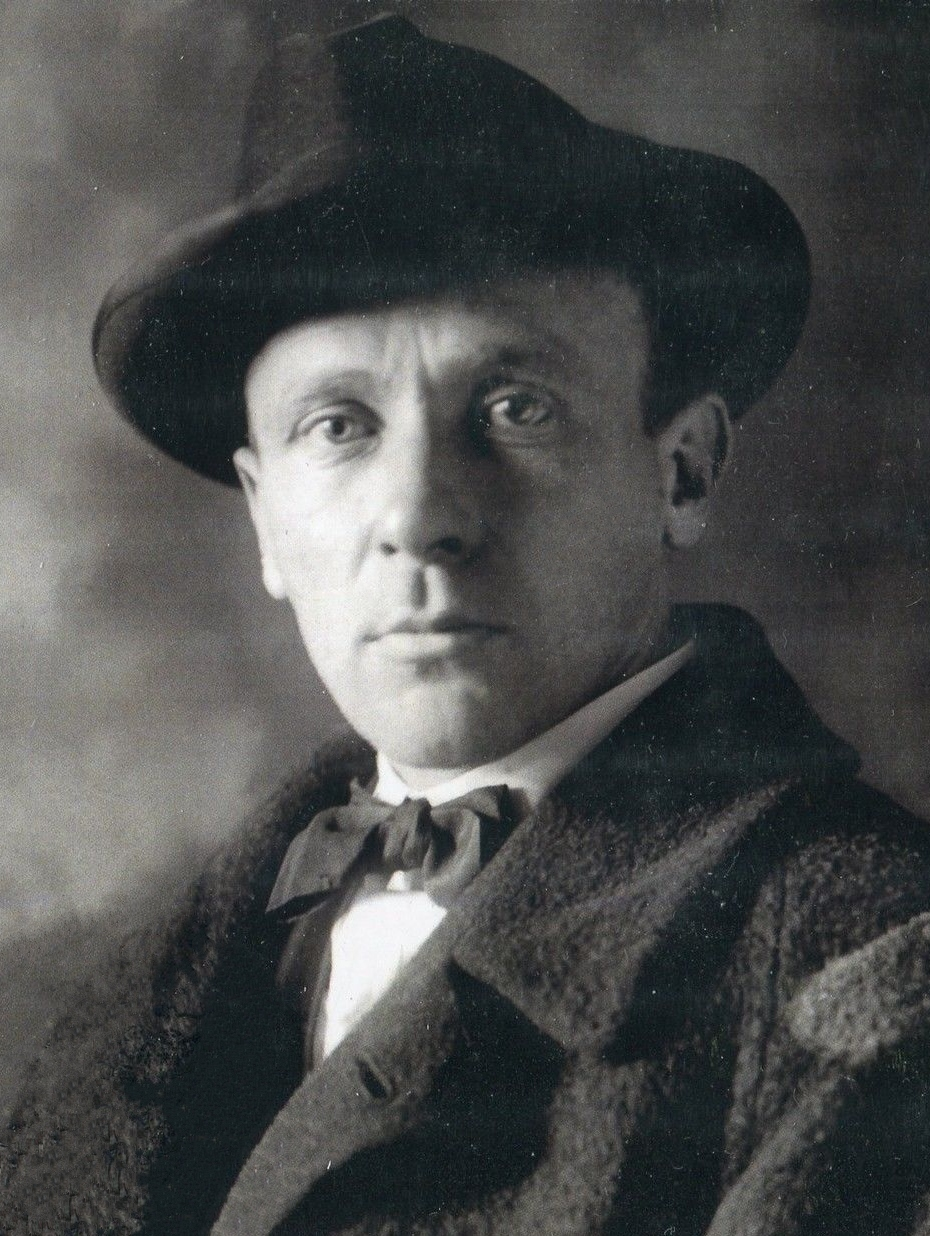
Mihail Bulgakov, dramaturg rus
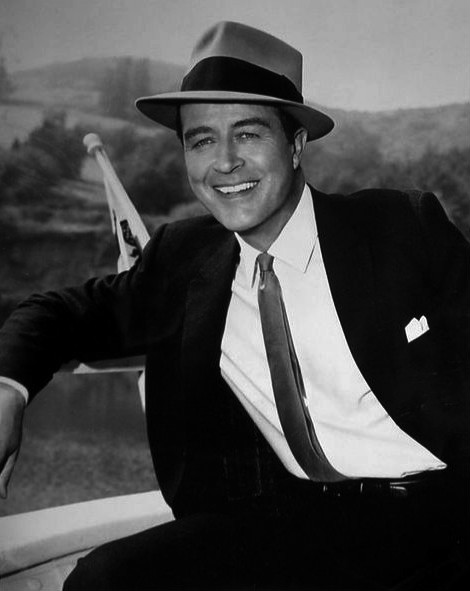
Ray Milland, actor englez

- 1936: A. de Herz, dramaturg român (n. 1887)
- 1937: Evgheni Zamiatin, scriitor rus (n. 1884)
- 1940: Mihail Bulgakov, prozator, dramaturg rus (n. 1891)
- 1942: Paul Follot, designer francez (n. 1877)
- 1948: Zelda Fitzgerald, scriitoare americană (n. 1900)
- 1959: Péter Mansfeld, elev maghiar, victimă a regimului comunist din Ungaria (n. 1941)
- 1966: Frits Zernike, fizician olandez, laureat al Premiului Nobel pentru Fizică (n. 1888)
- 1986: Ray Milland, actor englez  (n. 1905)
- 1987: Gheorghe D. Marinescu, matematician român (n. 1919)
- 2012: Frank Sherwood Rowland, chimist american, laureat al Premiului Nobel pentru Chimie (n. 1927)
- 2012: Jean Giraud, desenator francez (n. 1938)
- 2013: Prințesa Lilian, Ducesă de Halland  (n. 1915)
- 2019: Gheorghe Naghi, regizor de film și actor român (n. 1932)
- 2020: Mihai Donțu, actor român și regizor de teatru (n. 1973)
- 2022: Radu Miron, matematician român, membru titular al Academiei Române și membru de onoare al Academiei de Științe a Moldovei (n. 1927)